# Districte administratiu de l'Obersimmental-Saanen
ElDistricte administratiu de l'Obersimmental-Saanen és un dels 10 Districtes administratius del Cantó de Berna a Suïssa.
Es tracta d'un districte germanòfon i com la resta fou creat el dia 1 de gener de 2010 a partir de dos antics districtes, concretament el de Saanen i de Obersimmental.
El municipi de Saanen és el cap del nou districte, que compta amb un total de 7 municipis i una població de 16784 habitants (a 31 de desembre de 2008), per a una superfície de 575 km².

## Llista de municipis
| Escut             | Municipi          | Habitants (31 de desembre de 2008) | Superfície en km² |
| ----------------- | ----------------- | ---------------------------------- | ----------------- |
| Boltigen          | Boltigen          | 1404                               | 77.0              |
| Gsteig bei Gstaad | Gsteig bei Gstaad | 959                                | 62.4              |
| Lauenen           | Lauenen           | 812                                | 58.7              |
| Lenk              | Lenk im Simmental | 2371                               | 123.1             |
| Saanen            | Saanen            | 6961                               | 119.8             |
| St. Stephan       | Sankt Stephan     | 1364                               | 60.9              |
| Zweisimmen        | Zweisimmen        | 2913                               | 73.1              |
|                   | Total: 7          | 48.763                             | 1.231,5           |